# Karpentná

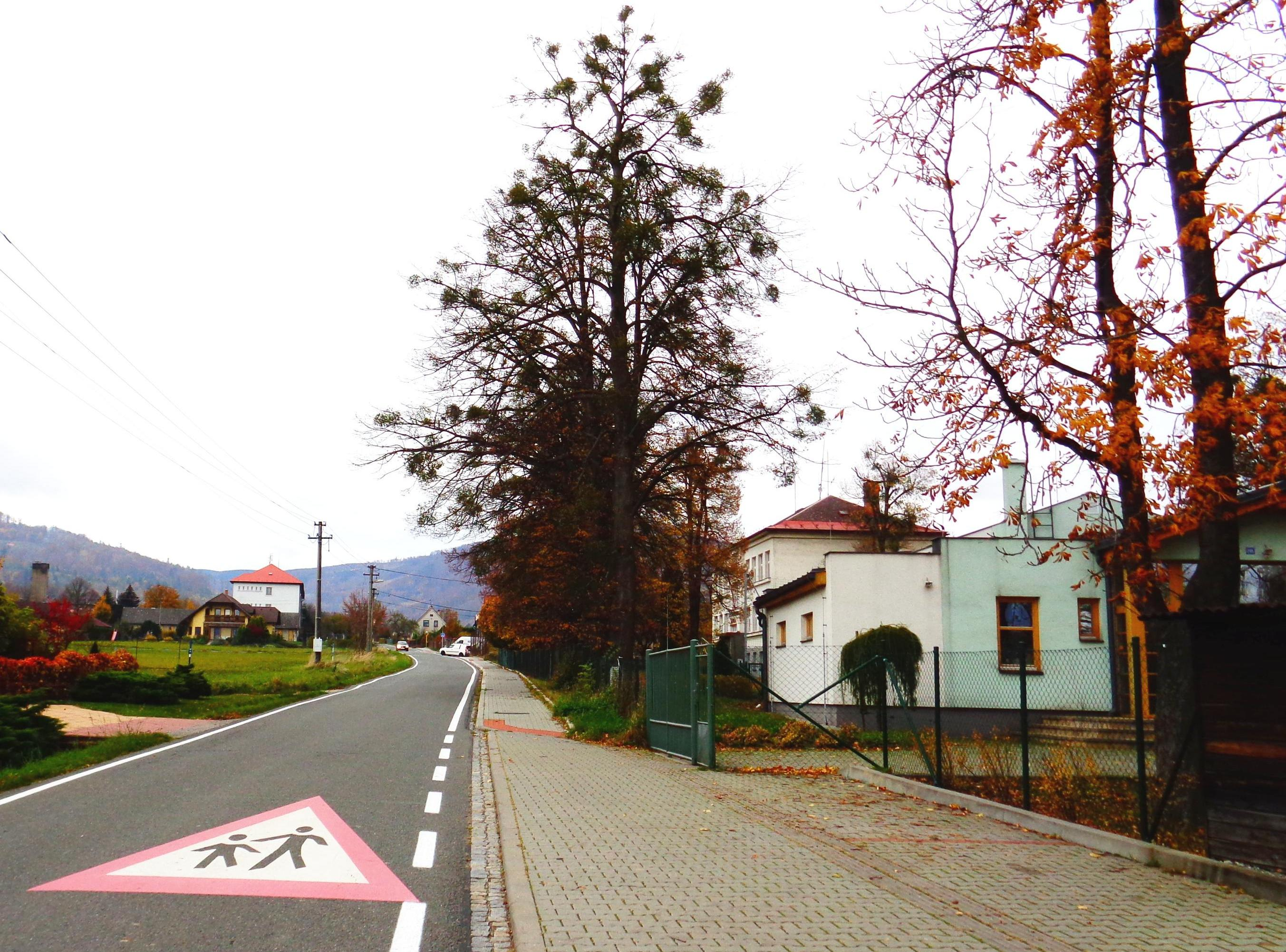
Eine Straße in Karpentná

Karpentná (polnisch Karpętna, deutsch Karpentna, örtlich Karpyntno) ist ein Ortsteil der Stadt Třinec in Tschechien. Er liegt drei Kilometer südlich des Stadtzentrums von Třinec und gehört zum Okres Frýdek-Místek.

## Geschichte
Die erste schriftliche Erwähnung von Karpentná erfolgte 1552 in einem Dokument des Herzogs Wenzel III. von Teschen. Der Ortsname ist vom Adjektiv karpetny (im südlichen Polen holperig [Weg, Erdboden – vor Frost]) abgeleitet. Um 1800 gab 476 mehrheitlich evangelische Bewohner polnisch-schlesischer Mundart, die nach Bistrzitz eingepfarrt waren.
Nach der Aufhebung der Patrimonialherrschaften bildete Karpentna ab 1850 eine Gemeinde im Bezirk Teschen. 1872 wurde eine polnische Volksschule eröffnet.
Nach der Gründung der Tschechoslowakei gehörte der Ort im Teschener Schlesien zu den Streitgegenständen im Polnisch-Tschechoslowakischen Grenzkrieg. Ab 1920 war es Teil des Bezirkes Český Těšín. 1928 wurde die tschechische Volksschule eröffnet. Nach dem Münchner Abkommen kam Karpętna 1938 zu Polen und nach der Eroberung durch das Deutsche Reich gehörte Karpentna  von 1939 bis 1945 zum Landkreis Teschen. Nach dem Ende des Zweiten Weltkrieges kam der Ort zur Tschechoslowakei zurück. Nach der Auflösung des Okres Český Těšín kam der Ort mit Beginn des Jahres 1961 zum Okres Frýdek-Místek. 1980 erfolgte die Eingemeindung nach Třinec.
Das Dorf ist bekannt im Teschener Schlesien dank des Volklieds im Teschener Dialekt "Na Karpyntnej zdechnył kóń" (In Karpentna starb ein Pferd), sowie als der Wohnort von Stanisław Hadyna (1919–1999), des Gründers des Tanz- und Gesangsensemble Śląsk und von Karol Daniel Kadłubiec (* 1937), eines Folklorists der polnischen Minderheit im Olsagebiet und eines Professors der Universität Ostrava.